# Walter Schönheit
Walter Schönheit (* 27. Mai 1927 in Erfurt; † 9. Mai 1985) war ein deutscher Kantor, Organist und Chorleiter. Er war der Vater des Kirchenmusikers Michael Schönheit.

## Leben und Werk
Walter Schönheit studierte von 1947 bis 1949 an der Musikhochschule in Weimar. Von Hermann Abendroth wurde er zum Kapellmeister ausgebildet. Das Orgelspielen erlernte er bei Johannes Ernst Köhler.
Vor dem Zweiten Weltkrieg leitete er Chorproben in seiner Geburtsstadt. Die Proben fanden in der Augustinerkirche statt und wurden verantwortet von dem Dirigenten und Chordirektor Herbert Weitemeyer (1901–1967). Im Alter von zehn Jahren sang er bereits im „Knabenchor“ seiner Heimatstadt mit. Das „Vom-Blatt-Singen“ gelang dem Sopranisten mühelos und mit 13 Jahren besuchte er das Konservatorium der Musik mit Seminar in Erfurt. Zuvor hatte ihm Herbert Weitemeyer Klavierunterricht erteilt. Als 15-Jähriger schrieb Schönheit eine Oper, die von dem Städtischen Orchester Erfurts aufgeführt wurde. Im Verlag der Germanus-Druckerei, Inhaber Hugo Germanus, Neuwerkstraße, in Erfurt gab er im Jahre 1946 das Werk von Ludwig van Beethoven Rondo in C-dur auf der Grundlage einer Bearbeitung von Sigmund Lebert (1821–1884) neu heraus. Für die Neuausgabe von Karl Philipp Emanuel Bachs Solfeggietto für Klavier im selben Verlag  wirkte er 1947 ebenfalls als Herausgeber. Zu jener Zeit lebte Walter Schönheit noch in der Erfurter Schillerstraße 5 in der elterlichen Wohnung. Sein Vater, Richard Schönheit, ein früherer Reichsbahn-Obersekretär, hatte bereits das Rentenalter erreicht. 
Bis zur erzwungenen Auflösung bzw. Einverleibung in die  „Singschar“ des Jungvolks um 1940 hatten die Thüringer Sängerknaben mit Motetten Chor-Auftritte im In- und Ausland.
1949 wurde er als Organist und Kantor an die Johanniskirche in Saalfeld berufen. 1953 wurde er dort zum Kirchenmusikdirektor ernannt. Er leitete mehrere Kirchenchöre, unter anderem die Thüringer Sängerknaben. Mit diesen trat er seit 1952 in Konzerten sowie im Rundfunk und im Fernsehen auf. Ins Programm für den evangelischen Kirchentag in Frankfurt am Main 1956 wurde das von Schönheit komponierte Oratorium Komm Heiliger Geist aufgenommen, das unter seiner Leitung von den Thüringer Sängerknaben und dem Oratorienchor Saalfeld vorgetragen wurde.
Walter Schönheit wirkte seit 1961 als Lehrer für Chorleitung, Orchesterdirigieren und Partiturspiel an der Hochschule für Musik Franz Liszt Weimar.
In der Adventszeit 1980 dirigierte er die Berliner Domkantorei und das Domkammerorchester bei der Aufführung der Bachkantaten eins bis drei.

## Auszeichnungen
- 3. Orgel-Preis beim I. Internationalen Johann-Sebastian-Bach-Wettbewerb Leipzig 1950
- Medaille für ausgezeichnete Leistungen, 1965[15]
- Kunstpreis des Bezirks Gera 1967[16] und 1980[17]
- Kunstpreis der DDR 1983[18]